# Delfeayo Marsalis
Delfeayo Marsalis (né le 28 juillet 1965 à La Nouvelle-Orléans dans l'État de Louisiane aux États-Unis) est un tromboniste américain. Ses frères Wynton (trompettiste) et Branford (saxophoniste) sont également des musiciens professionnels.